# Kaiser-Wilhelm-I.-Denkmal (Karlsruhe)
Das Kaiser-Wilhelm-I.-Denkmal ist ein Reiterstandbild auf dem Kaiserplatz in Karlsruhe. Es befindet sich dort von Bäumen umgeben zentral auf dem Platz und ist nach Osten ausgerichtet, sodass es scheint, als ob Kaiser Wilhelm I. in die Stadt einreiten würde.

## Geschichte
Bereits 1889, ein Jahr nach dem Tod des Kaisers, forderte der Großherzog von Baden, ein Denkmal für ihn zu errichten. Das Denkmal wurde von Adolf Heer entworfen und am 18. Oktober 1897 feierlich eingeweiht. 2002 wurden östlich des Denkmals 27 Granittafeln mit den Namen der Revolutionäre in den Boden eingelassen, die bei der Badischen Revolution 1849 hingerichtet worden waren.

## Denkmal
Wilhelm I. wird nicht als Kaiser dargestellt, sondern in seiner Uniform als General. Das Denkmal selbst besteht aus Bronze und befindet sich auf einem dreiteiligen Sockel aus rotem schwedischen Granit, der auf einem Stufenpodest steht. Bis 1943 stand auf jeder Seite eine allegorische Figur: Im Osten eine Figur der Siegesgöttin Victoria, im Westen der Klio (Muse der Geschichtsschreibung), im Norden ein Löwe und im Süden ein Greif. Alle Figuren wurden 1943 im Rahmen der Metallablieferung eingeschmolzen. Auf der Nordseite ist ein Relief aus Bronze angebracht, auf dem die Ausrufung Wilhelms zum Kaiser in Versailles dargestellt ist. Auf der Südseite befindet sich eine Darstellung badischer Truppen.
Im Osten trägt das Denkmal folgende Inschrift: „WILHELM I / ERRICHTET V. D. STADT / KARLSRUHE IM JAHRE 1897“.
Das Kaiser-Wilhelm-Denkmal ist als Kulturdenkmal von besonderer Bedeutung eingestuft.

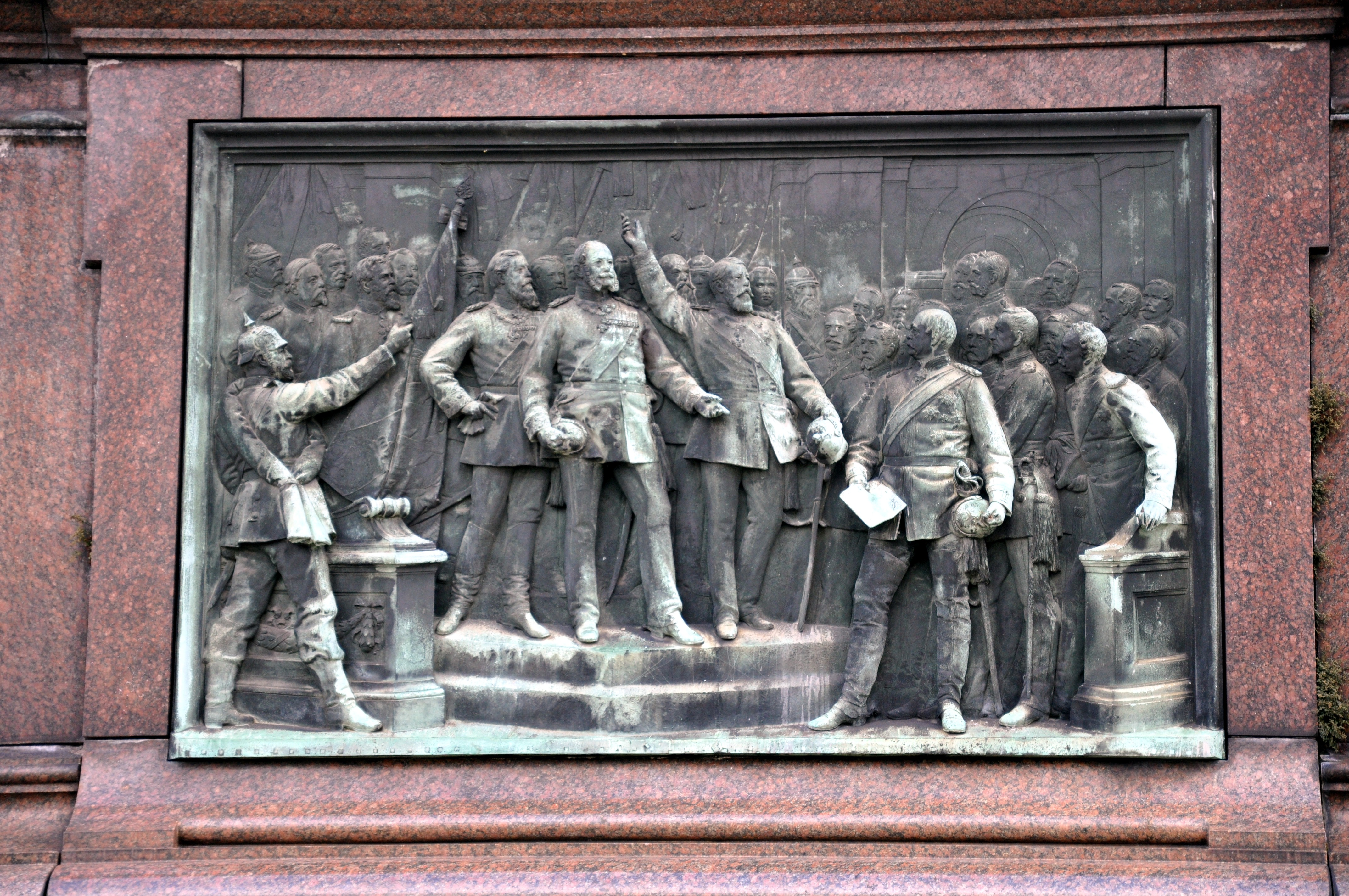
Relief Kaiserproklamation im Spiegelsaal von Versailles
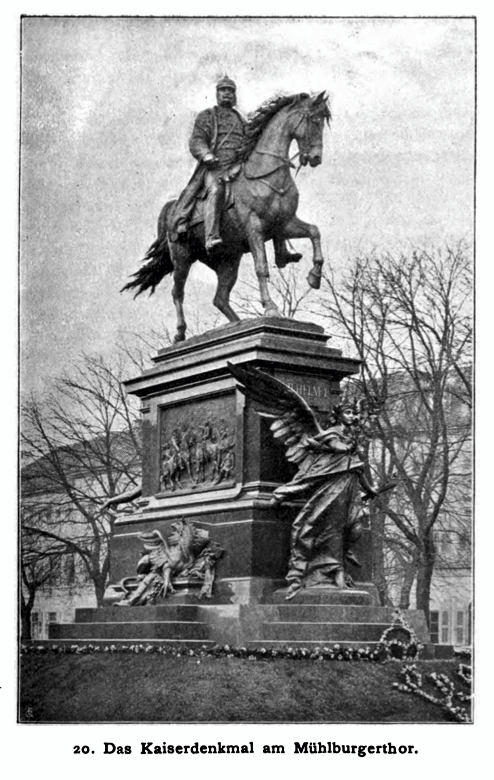
Das Standbild im Originalzustand mit allegorischen Figuren